# Dorfkirche Staupitz (Gorden-Staupitz)

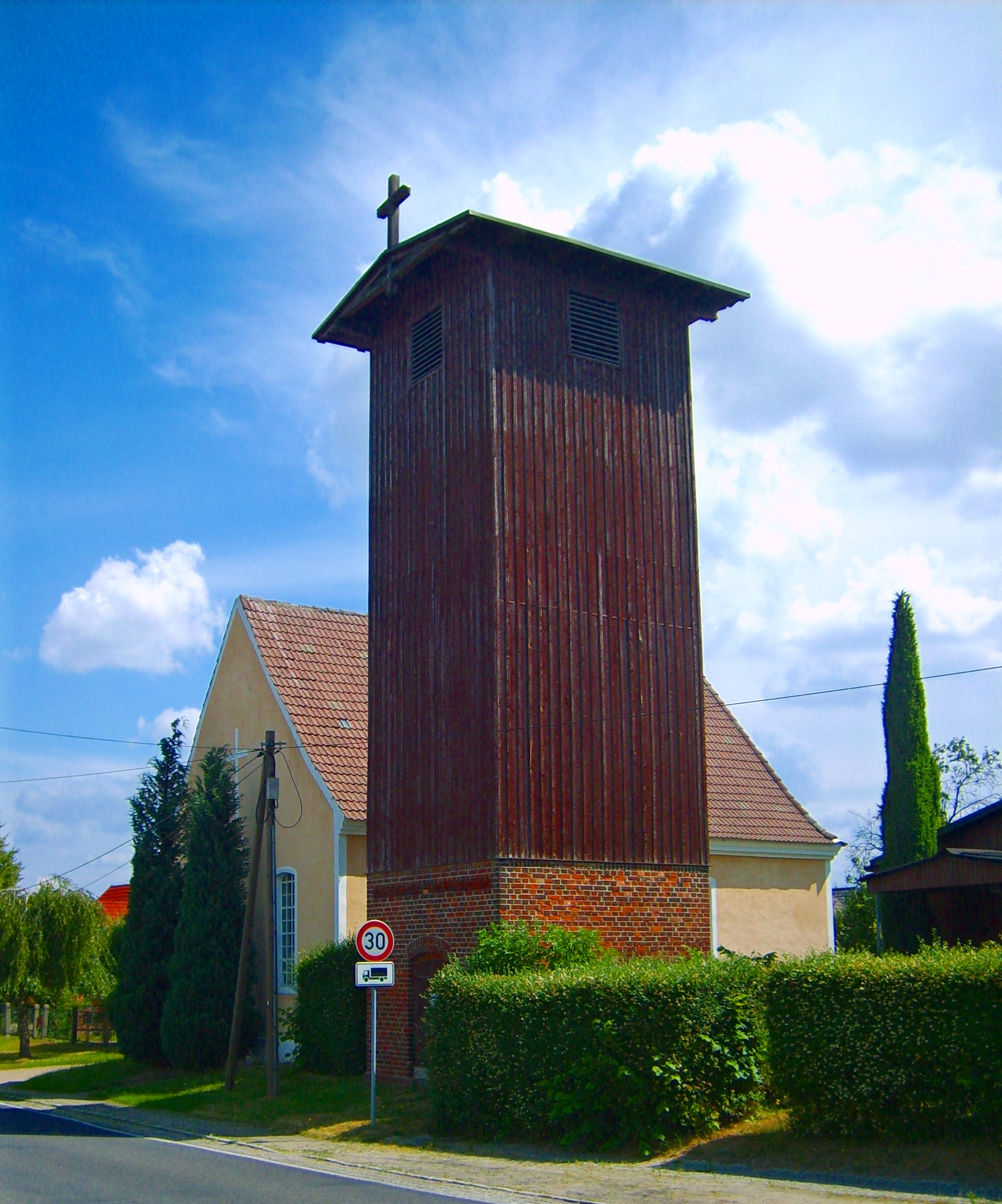
Dorfkirche Staupitz

Die evangelische Dorfkirche Staupitz ist eine Saalkirche aus der Zeit um 1717 in Staupitz, einem Ortsteil der Gemeinde Gorden-Staupitz im Landkreis Elbe-Elster in Brandenburg. Die Kirchengemeinde gehört zum Kirchenkreis Niederlausitz der Evangelischen Kirche Berlin-Brandenburg-schlesische Oberlausitz (EKBO).

## Lage
Die Landstraße 62 führt als Grünewalder Straße von Westen kommend in östlicher Richtung durch den Ort. Im historischen Dorfzentrum zweigt die Landstraße 61 nach Norden hin ab. Die Kirche steht südöstlich dieser Kreuzung auf einem Grundstück, das mit einer Hecke eingefriedet ist.

## Geschichte
Das Dorf wurde erstmals 1231 urkundlich erwähnt und verfügte zu dieser Zeit vermutlich schon um eine Dorfkirche. Diese (oder ein Nachfolger?) wurde vermutlich im Dreißigjährigen Krieg schwer beschädigt, da sie 1685 „altershalber abgebrochen“ wurde. Ein Neubau entstand in der Zeit um 1717, der erst 1888 um einen Glockenturm ergänzt wurde.

## Baubeschreibung
Das Bauwerk entstand im Wesentlichen aus Mauerstein, der anschließend verputzt wurde. Der Ostschluss ist dreiseitig. Südlich steht ein Glockenturm, der im unteren Drittel aus Mauersteinen besteht und darüber verbrettert ist. An jede Seite ist eine querrechteckige Klangarkade, darüber ein Pultdach mit einem Kreuz.

## Ausstattung
Die Kirchenausstattung stammt einheitlich aus der Bauzeit. Dazu gehören eine dreiseitige Empore und der Pfarrstuhl sowie ein um 1832 entstandener, weiß gestrichener Kanzelaltar. Eine Besonderheit stellt ein rund 1,39 m großer Taufengel dar, der Anfang des 18. Jahrhunderts entstand. Er wurde vermutlich bereits im 19. Jahrhundert aus der Kirche entfernt und lagerte im Kunstgutdepot des Kirchlichen Bauamtes der EKBO. Er hielt zu einem früheren Zeitpunkt ein Spruchband mit der Aufschrift „Friede auf Erden“, das im Original nicht mehr vorhanden war. Vermutlich schwebte er in aufrechter Haltung und trug in beiden Händen einen Lorbeerkranz zur Aufnahme einer Taufschale. Die Figur ist vergleichsweise schmal und trägt ein eng anliegendes Gewand, das hellgrün gefasst war, während an den weißen Flügeln gelbe Federkeile angedeutet waren. Vergleichbare Werke in Sachsen-Anhalt, Hermsdorf und Gössnitz lassen darauf schließen, dass die Engel aus einer gemeinsamen Bildhauerwerkstatt stammen. Die Figur war im 21. Jahrhundert stark beschädigt. Durch Schädlinge war insbesondere der vordere Teil des Gewandes beschädigt; die Arme hatten sich an den Leimflächen gelöst. Außerdem waren einige Teile der Füße abgebrochen und teilweise verloren. Im Kopf der Figur steckte das Projektil eines Luftgewehres. Die Oberfläche war verschmutzt; hinzu kamen Trocknungsrisse. Der Taufengel wurde bis 2021 vom Holzschnitzer Claus Spies und der Restauratorin Silvia Koch wiederhergestellt und hängt seit dieser Zeit in der Nähe der Fünte.